# Lasioglossum frigidum
Lasioglossum frigidum är en biart som beskrevs av Sakagami och Ebmer 1996. Lasioglossum frigidum ingår i släktet smalbin, och familjen vägbin. Inga underarter finns listade i Catalogue of Life.